# Verschollener Film
Ein verschollener Film ist ein Film, von dem kein erhaltenes Filmmaterial bekannt ist, weder in Archiven noch in privaten Sammlungen. Ein Film, der nicht mehr vollständig vorliegt, wird als (nur) fragmentarisch erhalten bezeichnet.
Die meisten verschollenen Filme stammen aus der Stummfilm- und frühen Tonfilmzeit zwischen 1895 und 1930. Man nimmt an, dass etwa 80 Prozent aller Stummfilme verschollen oder endgültig verloren sind.

## Fast verlorene Filme
Viele bedeutende Stumm- und Tonfilme existieren nur in einer einzigen Kopie in Museen, Archiven und Privatsammlungen – als einzige Kopien, die nicht weiterkopiert oder digitalisiert wurden.

## Begriffliche Probleme
Da von dem Originalnegativ eines Films fast immer Kopien für spezielle Vertriebswege angefertigt werden, ist der Begriff verschollener Film in mehreren Hinsichten problematisch. Die Kopien unterscheiden sich zum Teil erheblich im Material, dem Schnitt, der Länge, der Qualität etc.
Ein Definitionsproblem stellen auch verschiedene Fassungen und Versionen von Filmen dar. So ist beispielsweise Friedrich Wilhelm Murnaus Tartüff (1926) nur in der amerikanischen Verleihfassung erhältlich, die in Deutschland herausgegebene Version Herr Tartüff existiert nicht mehr. Von daher ist es zweifelhaft, ob man Herr Tartüff als verschollenen Film bezeichnen kann.
Auch die Digitalisierung von Filmmaterial wirft viele grundsätzliche Fragen auf, da Eigenheiten des Filmmaterials und der Projektionsweise nicht übertragbar sind. Hinzu kommen digitale Artefakte.

## Gründe für den Verlust von Filmen

### Zelluloid – ein instabiles Material
Bis etwa 1951 wurde Filmmaterial auf Nitrozellulosebasis hergestellt. Dieser damals übliche Nitrofilm hatte hervorragende optische Eigenschaften und eine lange Lebensdauer (unter optimalen Bedingungen kann das Filmmaterial mehr als 100 Jahre überdauern), war jedoch sehr leicht entflammbar und fällt heute unter das Gesetz über explosionsgefährliche Stoffe. Viele frühe Filme wurden Opfer dieser Instabilität, sie verbrannten. Feuer zerstörte viele Kinos, Lagerräume und ganze Filmarchive. So brannte beispielsweise 1937 ein Lagerraum von Fox Pictures nieder und mit ihm alle vor 1935 produzierten Originalnegative der Firma. Ähnlicherweise gingen mehrere Kapitel der Frühgeschichte der finnischen Filmkunst beim Lagerbrand der finnischen Filmgesellschaft Adams Filmi im Jahre 1959 restlos verloren.
Zudem zersetzen sich Nitrofilme selbst, wenn sie nicht bei der richtigen Temperatur und Feuchtigkeit gelagert werden, und schädigen in der Nähe aufbewahrtes Material durch die dabei frei werdenden säurehaltigen Gase. Die Selbstzerstörung des Filmmaterials kann durch ideale Lagerung verlangsamt, aber niemals gestoppt werden.
Hilfe versprach man sich vom schwer entzündlichen, sicheren Acetatfilm, der in der ersten Hälfte der 1940er Jahre von Eastman Kodak in den USA auf den Markt gebracht wurde. Aber auch dieses ab 1952 in Europa eingesetzte Material zerstört sich durch chemische Veränderung nach und nach selbst, insbesondere bei ungünstigen Lagerbedingungen. Der Filmträger zieht sich zusammen, es bildet sich Essigsäure (siehe Essigsäure-Syndrom); die Zerfallserscheinungen sind noch gravierender als beim Nitrofilm.
Nitrate won’t wait ist daher die Prämisse von Filmarchiven, die das empfindliche und gefährliche Material aus den genannten Gründen digitalisieren oder auf neues Filmmaterial umkopieren – ein zeitaufwendiges, teures und umstrittenes Unterfangen, das immer mit Qualitätsverlusten verbunden ist. Hierbei stellt sich die Frage, was anschließend mit den Originalen geschehen soll; so entschied der Leiter des deutschen Bundesarchivs nach einem Brand in einem Filmlager 1988, nach dem Umkopieren die originalen Nitrofilme grundsätzlich zu vernichten. Diese Entscheidung wurde vielfach kritisiert, heute bewahrt das Archiv auch die Originale weiterhin auf sofern sie nicht bereits Zerfallserscheinungen zeigen. Die Aufbewahrung der Originale nach dem Umkopieren wird durch eine Übereinkunft des internationalen Verbands der Filmarchive gefordert Letztlich weisen originale Filmnegative und -positive wichtige physische, vom reinen Inhalt des Films unabhängige Merkmale auf, die sich nur am Original studieren lassen, etwa Schnittstellen die auf spätere Veränderungen (z. B. durch Forderung der Filmzensur) hindeuten. Solche Informationen gehen bei einer Umkopierung oder Digitalisierung, die lediglich den reinen Inhalt übernimmt, zwangsläufig verloren. Zudem erscheint es denkbar, dass die technische Weiterentwicklung der nächsten Jahrzehnte möglicherweise die Erstellung noch besserer Kopien oder Digitalisate vom Original ermöglicht.
Die Frage der Langzeitarchivierung stellt sich darüber hinaus auch im digitalen Zeitalter. Als eine DVD-Version von Toy Story (USA 1995), dem ersten vollständig computeranimierten abendfüllenden Kinofilm, produziert werden sollte, stellte man fest, dass zwölf Prozent der digitalen Originale verschwunden waren. In einer dreimonatigen Suche konnten zwar einige vermisste Teile aufgespürt werden, etwa ein Prozent des Films blieb aber verloren und musste neu zusammengesetzt werden.
Aber auch die Trägermaterialien selbst stellen ein Problem dar. In immer kürzeren Abständen wird eine Technologie durch eine neue abgelöst, die digitalen Daten müssen umkopiert („Daten-Migration“) werden.

### Frühe Tonfilmverfahren
Viele frühe Tonfilme, die im Nadeltonverfahren wie z. B. dem Vitaphone-System hergestellt wurden, werden heute als verloren angenommen, da die vom Bild separaten Schallplatten beschädigt oder zerstört wurden, während das Bild überlebte. Umgekehrt existiert von einigen Vitaphone-Filmen nur die Tonspur, während die Bilder verloren sind.
Die Entwicklung des Tri-Ergon-Lichttonverfahrens, bei dem die Tonrandspur mit dem laufenden Filmstreifen verbunden war, löste dieses Problem. Viele dieser Filme sind heute jedoch nur mit monofonem optischen Ton verfügbar. Beim Magnettonverfahren führten chemische Reaktionen zwischen den magnetischen Partikeln, die auf die Triacetatfilmbasis geklebt wurden, vielfach zur Selbstzersetzung der Filme.
Es ist umstritten, ob Filme, von denen entweder nur Bild oder nur Ton existiert, als verschollene Filme zu klassifizieren sind.

### Transportverluste
Das Versenden von Filmkopien, d. h. der Transport von Filmrollen vom Filmlager zum Kino und zurück impliziert eine aufwendige und in der Praxis fehleranfällige Logistik. Filme können an die falsche Adresse geschickt werden, sie können während des Transportes und sogar im Filmlager bzw. im Kino verloren gehen. Auch Filme, von denen etwa nur eine Rolle von mehreren verloren geht, werden auf diese Weise unbrauchbar.

### Absichtliche Zerstörung
Der weitaus größte Teil der heute verlorenen Filme wurde jedoch absichtlich zerstört, meist aus finanziellen Gründen.
Zerschlissene Kopien und Filme, von denen man sich keinen kommerziellen Gewinn mehr versprach, wurden von den Studios eingeschmolzen, um den im Material enthaltenen Silberanteil zu gewinnen. Zweimal wurde dies während der Stummfilmära in großem Maßstab durchgeführt: Um 1915, als Langfilme die Norm wurden, zerstörte man viele kommerziell nicht mehr auswertbare Kurzfilme, und Ende der 1920er Jahre führte die Umstellung vom Stumm- zum Tonfilm zu einer massiven Zerstörung der stummen Werke, da man sie nun als wertlos erachtete.
Viele Filme wurden schlichtweg zerstört, um in den Lagerräumen der Studios Platz für neue zu schaffen, hinzu kam die Feuergefahr durch das Nitrofilmmaterial die eine Aufbewahrung zum Sicherheitsrisiko machte. Andere Kopien wurden entweder intakt oder in kurze Szenen zerstückelt an Privatpersonen verkauft, die frühe Heimkino-Projektoren besaßen und Szenen aus ihren Lieblingsfilmen abspielen wollten.
Hinzu kam, dass lange Zeit noch keine offiziellen Filmarchive existierten, die historisches Filmmaterial sammelten und fachgerecht lagern konnten. Bei der Schließung eines Filmstudios oder einer Verleihfirma wussten die Verantwortlichen daher oftmals nicht, wem sie das übriggebliebene Filmmaterial übergeben konnten, so dass es, häufig unter Zeitdruck, in Privathände kam oder entsorgt wurde.

## Die heutige Situation

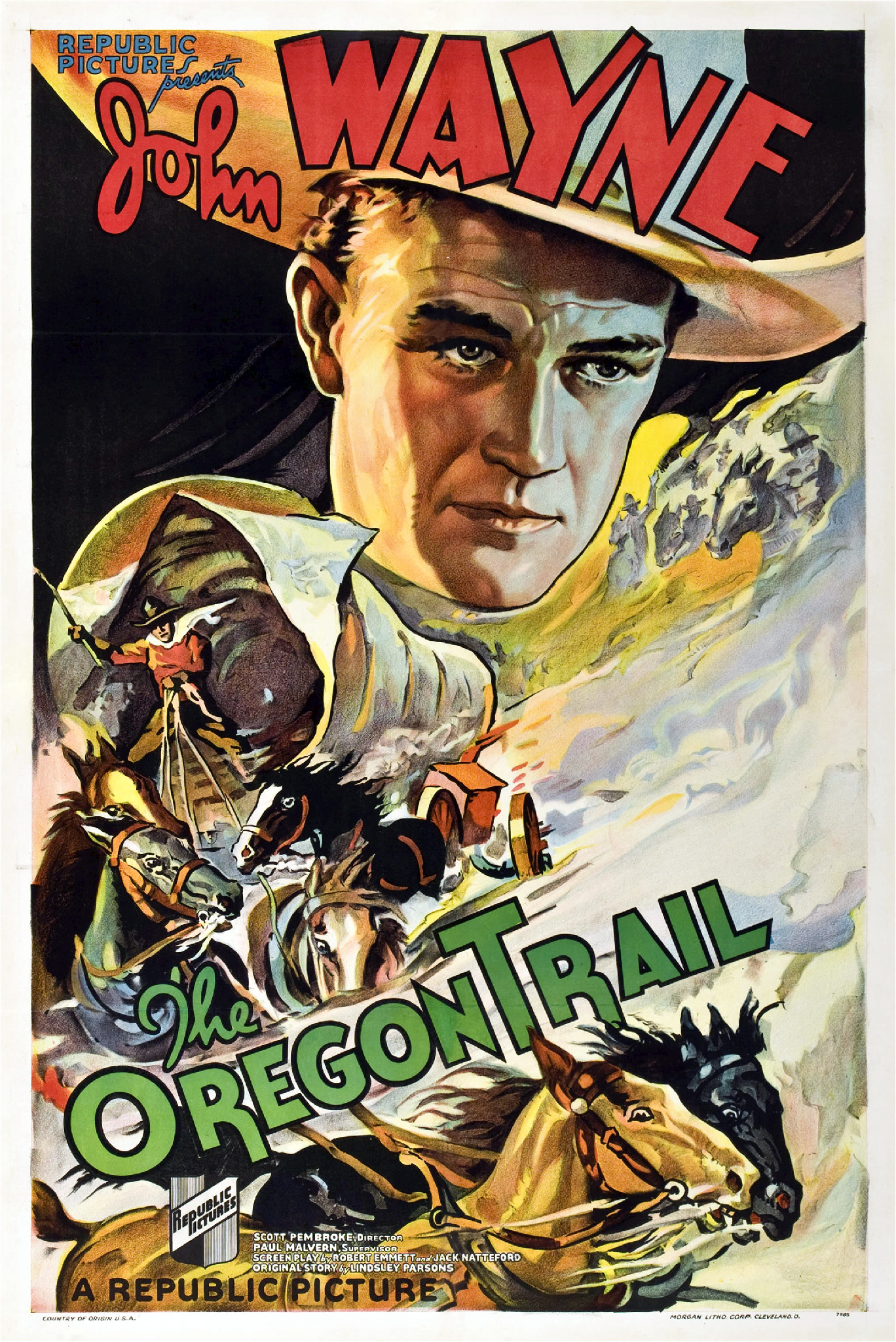
Filmposter zu The Oregon Trail (1936) von Scott Pembroke mit John Wayne. Der Film gilt als verschollen.

Obwohl der polnische Kameramann Bolesław Matuszewski bereits 1898 in seinem gleichnamigen Manifest das Medium Film als „a new source of history“ (eine neue Quelle der Geschichte) herausstellte und forderte, die Produkte dieser „authentischen, exakten und unfehlbaren“ Technik aufzubewahren, gelingt dies bis heute nicht.
Zwar wurden ab den 1930er Jahren in Europa und den USA die ersten Filmarchive gegründet und seit 1938 existiert die Fédération Internationale des Archives du Film (FIAF), die mittlerweile mehr als 120 Mitglieder aus über 65 Ländern zählt – aber selbst heute sind Filme unauffindbar, deren Premiere nur wenige Jahre zurückliegt. Das Bundesarchiv-Filmarchiv, das zentrale deutsche Filmarchiv, beklagt, dass die Überlieferung deutscher Spielfilme in den sieben deutschen Filmarchiven im Gegenteil bis zum Jahr 1995 kontinuierlich abgenommen hat. „Nur aus der Zeit der beiden deutschen Diktaturen, die archivierten, weil sie kontrollierten, ist die Überlieferung nahezu vollständig.“
Erst in den letzten Jahrzehnten setzte sich die Sichtweise durch, dass Film neben seinem bloßen ökonomischen Nutzen auch einen kulturellen Wert hat. Einschneidend war in dieser Hinsicht die „Recommendation for the Safeguarding and Preservation of Moving Images“ der UNESCO, in der 1980 festgestellt wurde:
“moving images are an expression of the cultural identity of peoples, and because of their educational, cultural, artistic, scientific and historical value, form an integral part of a nation's heritage.” („bewegte Bilder sind ein Ausdruck der kulturellen Identität der Völker und wegen ihres erzieherischen, kulturellen, künstlerischen, wissenschaftlichen und historischen Wertes ein wesentlicher Bestandteil des kulturellen Erbes einer Nation“)
Mit der Aufnahme von Filmen in das Weltdokumentenerbe der UNESCO wurde diese Deklaration 1995 bestätigt. Seit 2001 ist das restaurierte und rekonstruierte Negativ von Fritz Langs Metropolis (D 1925/1926) Teil des Weltregisters, 2005 wurden alle bisher identifizierten und restaurierten Originalfilme (Negative und Positive) der Brüder Lumière und The Battle of the Somme (GB 1916) sowie 2007 The Story of the Kelly Gang (AUS 1906) aufgenommen.
Noch immer gibt es aber in Deutschland keine gesetzliche Pflichthinterlegung und systematische Erfassung erhaltenswerter Filme, die bereits 1969 für Bücher und Tonträger eingeführt wurde und wie sie 2005 von der EU von allen Mitgliedsstaaten gefordert wurde. Ein erster wichtiger, aber nicht ausreichender Schritt ist die 2004 vereinbarte verbindliche Selbstverpflichtung aller Bundesländer, dass von jedem Film, der vom Bund oder einem der Länder in Produktion oder Verleih gefördert wird, ein Pflichtexemplar abzugeben ist. Die Vereinbarung sagt nichts über die Form der Archivierung aus und umfasst ohnehin – nach Angaben der Filmförderungsanstalt im Jahr 2006 – lediglich 50 Prozent der deutschen Gesamtproduktion.
Außer in spezialisierten Filmarchiven finden sich häufig auch in anderen Archiven, Museen oder Bibliotheken Filme – vor allem in kleineren Einrichtungen fehlen aber häufig das Wissen und die technischen Möglichkeiten historische Filme sachgerecht aufzubewahren, zu identifizieren und zu verzeichnen.